# Велико Дубоко (Обреновац)
Велико Дубоко је излетиште и историјско место које се налази у околини Обреновца између Барича и Умке у Београду.

## Опште информације
Налази се у околини Обреновца, у непосредној близини реке Саве између Барича и Умке, на падини према Сави, које се спуштају од Авале, Космаја и Рудника.
Просечна надморска висина овог предела је око 200 м, а он се простире на око 600 хектара земљишта које је испресецано јаругама. Највећи део терена пошумљен је багремом, храстом, границом, цером, а поред старог пута и четинарима. На заравни према Баричу и Малој Моштаници на 58 хектара, Пољопривредно добро из Умке подигло је плантажни виноград са италијанским сортама винове лозе.
У једној од највећи увала на овом пределу налази се одгајивалиште фазана. Шуму овог предела настањују срна, фазани, јаребице, зечеви и лисице.

## Историјат
Велико Дубоко представља историјско место, за време Османског царства било је стециште хајдучке и устаничке чете и збегова који су после неуспелих буна у његовим шумама тражили спас од Турака. Такође, било је једно од места илегалног прелаза преко реке Саве у Аустроугарску и обрнуто.
Карађорђе Петровић се са својом породицом често служио овим прелазом, а од познатијих устаничких вођа њега су користили и Павле Поповић, Антоније Ристић и Хаџи Продан Глигоријевић. Недалеко од прелаза преко Саве нађена је поред осталих и једна пушка са сребрним прибором за паљење, за који се верује да је припадала Пљакићу или Хаџи Продану.
За време Првог српског устанка, Карађорђе Петровић је у Великом Дубоком извршио смотру војске 8. маја 1804. године, када је са првим топом пошао на Београд. Како је Прота Матеја Ненадовић навео су својим Мемоарима, „на Дубоком је тог дана после Карађорђевог поздрава војсци сваки листак на дрвету људски глас узео и пропевао.”
Када је избио устанак у Србији, 1941. године у Великом Дубоком су партизнаске чете са сељацима из околине секле бандере, кидале телефонске и телеграфске жице, рушиле мостове и ратовале са Немцима. Октобра 1944. године, када су последње немачке дивизије нападане под Авалом и када су Немци у већим или мањим групама покушали да се пребаце преко Саве, на месту Великог Дубоког вођене су велике борбе.